# Beverly Hills

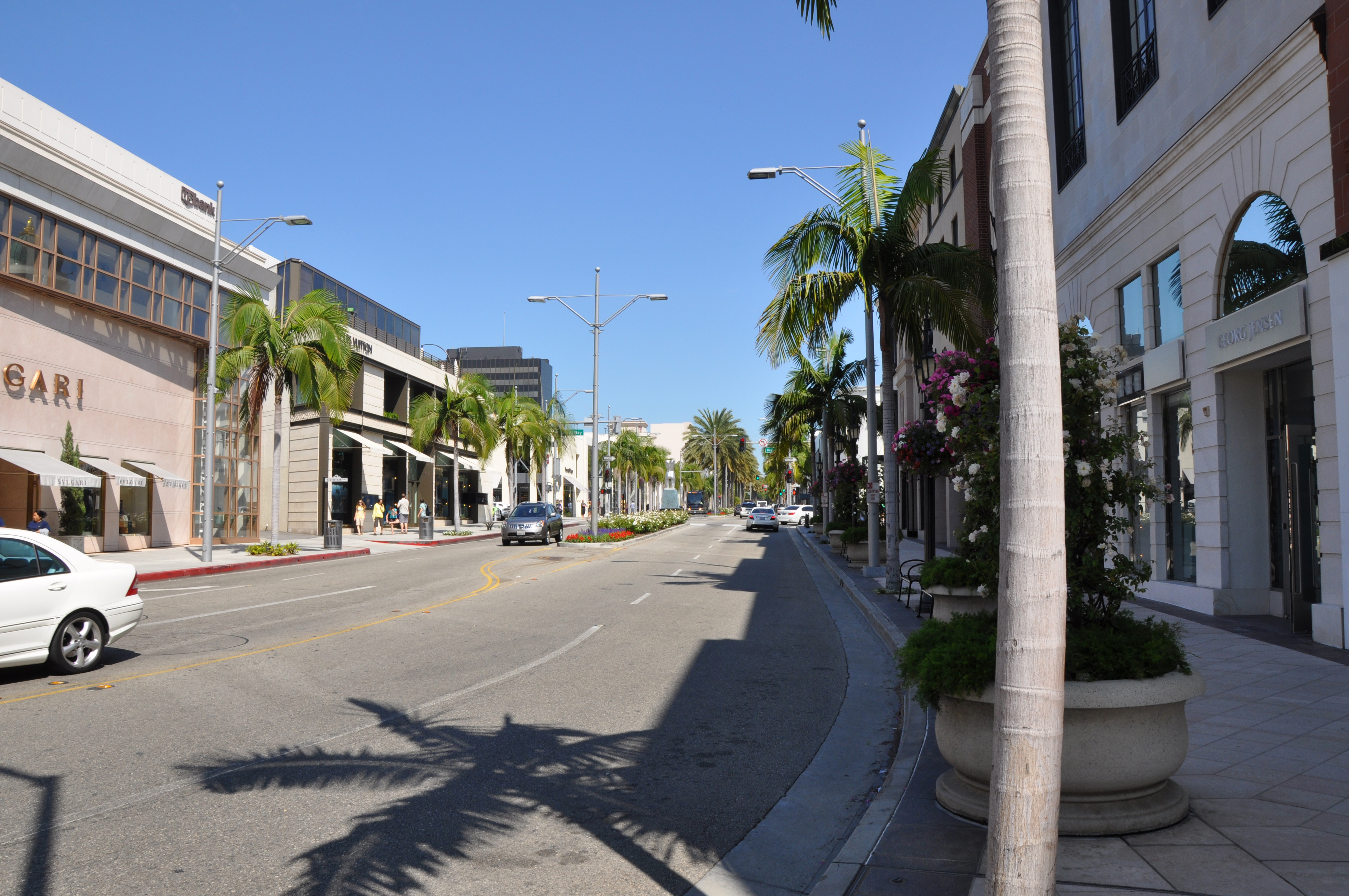
Innenstadt

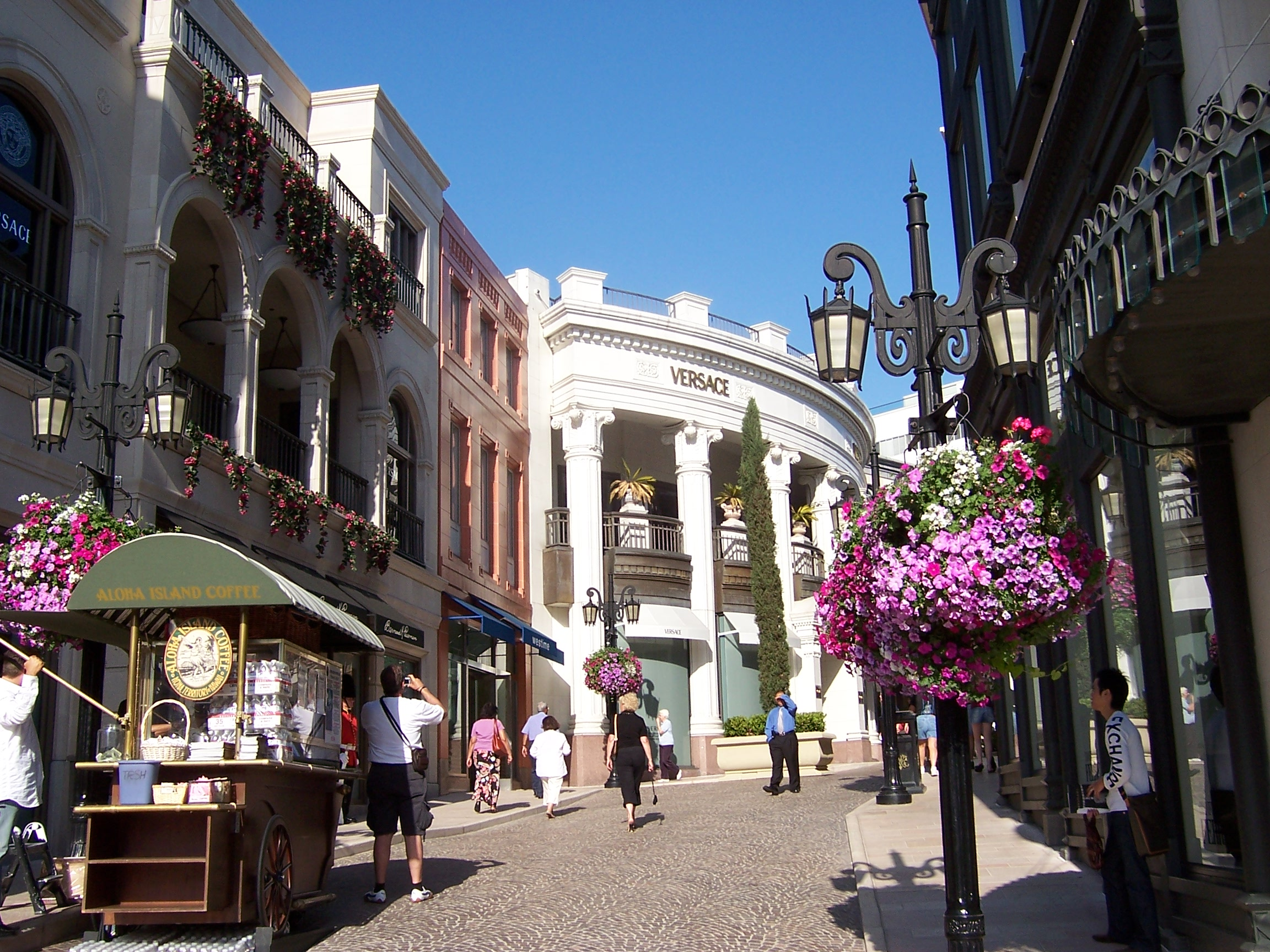
Via Rodeo Drive

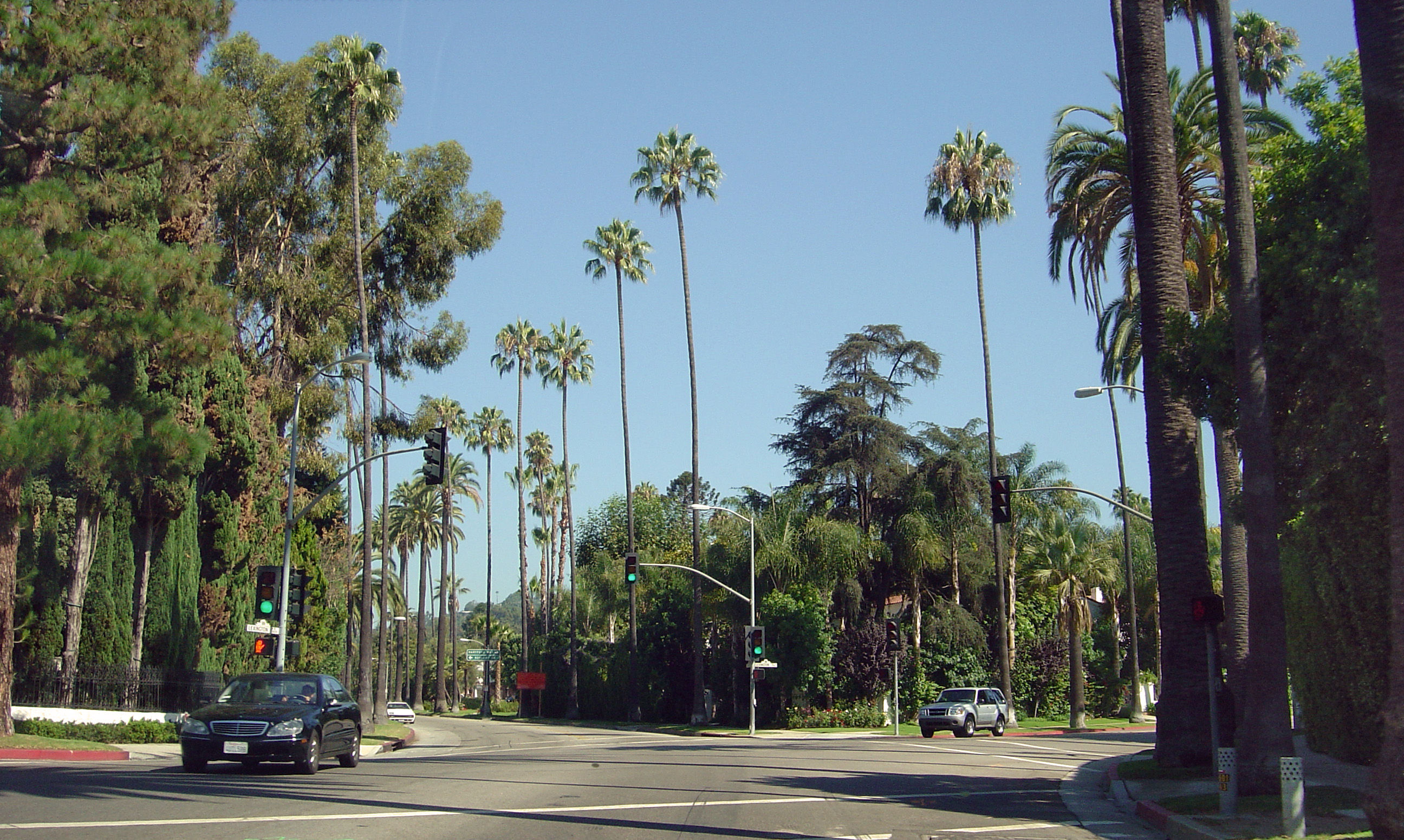
Kreuzung im Norden von Beverly Hills

Beverly Hills ist eine Stadt im westlichen Teil des Los Angeles County im US-amerikanischen Bundesstaat Kalifornien. Das U.S. Census Bureau hat bei der Volkszählung 2020 eine Einwohnerzahl von 32.701 ermittelt.
Sie ist, gemeinsam mit der unmittelbar östlich angrenzenden Stadt West Hollywood, vollständig von Los Angeles umgeben, und beide werden deshalb – fälschlicherweise – oft als Stadtteile von Los Angeles angesehen. Beverly Hills hat eine Fläche von 14,7 Quadratkilometern und 32.701 Einwohner (Stand: 2020). Der Ort ist bekannt als Domizil zahlreicher prominenter US-amerikanischer Schauspieler, Regisseure und anderer wohlhabender Einwohner der Metropolregion Los Angeles.

## Geschichte

### 18. Jahrhundert
Die Gegend des heutigen Beverly Hills wurde von spanischen Forschern erkundet. 1769 verließen mehrere Soldaten unter der Führung von Gaspar de Portolà, der im Auftrag des spanischen Königs Alta California erkundete, ihr Lager im Bereich des heutigen Los Angeles und drangen in die Gegend am heutigen Wilshire Boulevard vor. Auch Junípero Serra gehörte dieser Gruppe an.

### 19. Jahrhundert
1852 reichte Maria Rita Valdez de Villa eine Bittschrift für den Erwerb von 4539 Acres (18 km²) ein. Auf diese ließ sie ein Haus bauen, das im Nordwesten des heutigen Sunset Boulevards stand. Maria verkaufte ihr Land, das sie Rancho Rodeo de las Aguas nannte, im Jahr 1854 für 4.000 US-Dollar an Henry Hancock. Weizen, Vieh, Öl und Wolle waren die Erträge der Ranch bis 1868. Im selben Jahr kaufte Edward Preuss die Ranch zum Preis von 10.775 US-Dollar. Jedoch verkaufte er das Land an Charles Denker und Henry Hammel, die das Land für die Ernte von Limabohnen verwendeten.

### 20. Jahrhundert
Schließlich erwarb im Jahr 1900 eine Ölbohrfirma das Gebiet. Bis zum Jahr 1906 erwiesen sich die Ölbohrungen jedoch als unrentabel. Deswegen wurde das gesamte Land zur Fläche für Grundstücke und Straßen unterteilt, die von Palmen, Akazien, Eukalyptus und Pfefferbäumen umgeben waren. Die Planung übernahmen Wilbur D. Cook und Frederic Law. Die Fläche wurde Beverly Hills genannt; Namensgeber waren die Beverly Farms an der Ostküste in Massachusetts, ein Sommerferiengebiet wohlhabender Bostoner und New Yorker Bürger. Das erste wesentliche Bauvorhaben war das 1912 eröffnete The Beverly Hills Hotel. Ab 1914 kamen die ersten Menschen in die neue Stadt, 1919 mit den Schauspielern Douglas Fairbanks Sen. und Mary Pickford die ersten Prominenten. Diese bauten ihr gemeinsames Anwesen, das als Pickfair bekannt ist.
Anfang der 1920er-Jahre hatte das Gebiet eine genügend große Einwohnerdichte, so dass die Frage der Wasserversorgung zum Thema wurde. Die übliche Lösung, sich nach Los Angeles eingemeinden zu lassen, stieß auf erheblichen Widerstand, getragen unter anderen von den prominenteren Bewohnern aus der Unterhaltungsindustrie.
1925 wurde Beverly Hills durch das Anlegen des 385 Acre großen Campus der Universität von Kalifornien vergrößert. Im selben Jahr wurde Will Rogers der erste Bürgermeister der Stadt. Das Rathaus wurde 1931 gebaut.
In der Zeit des Nationalsozialismus in Europa wurde Beverly Hills Wohnort zahlreicher Emigranten. So wohnten u. a. der Autor Franz Werfel, der 1945 in Beverly Hills starb, Alma Mahler-Werfel bis 1951 und der weltbekannte Dirigent Bruno Walter bis zu seinem Tod 1962 hier.
Bei der ersten Volkszählung im Jahr 1836 lebten 29 Menschen auf der Fläche des heutigen Beverly Hills. 1914 waren es 550 und 1930 18.000. Bei einer Volkszählung im Jahr 1960 betrug die Einwohnerzahl 32.000, 1990 betrug sie 31.971.
Über die Jahre wurde Beverly Hills immer exklusiver durch Hotels wie The Beverly Hills Hotel und das Beverly Wilshire, Organisationen wie AMPAS und Boutiquen von Modefirmen wie Gucci oder Prada. Am Wilshire Boulevard liegt das Samuel Goldwyn Theater, in dem traditionell die jährliche Fernseh-Liveübertragung der Oscar-Nominierungen im Januar stattfindet.

## Lage
Beverly Hills liegt auf hügeligem Gelände und beherbergt vor allem elegante Häuser in prachtvollen Gärten. Die Straßen sind mit Palmen und gepflegten Vorgärten gesäumt. Mit dem Rodeo Drive verfügt der Ort über eine der teuersten Einkaufsstraßen der Welt.
Die nahegelegenen Hollywood-Studios nutzen den Ort immer wieder für Film- und Fernsehproduktionen, darunter Beverly Hills Cop – Ich lös’ den Fall auf jeden Fall (1984), Pretty Woman (1990), Beverly Hills, 90210 (1990–2000) und The Real Housewives of Beverly Hills (seit 2010). Die Postleitzahl (ZIP-Code) der Stadt, 90210, wurde daher international bekannt.
Unter der Stadt liegt das Beverly-Hills-Ölfeld.

## Demographie
Die 33.784 Einwohner im Jahr 2000 lebten in 15.035 Haushalten. Die Bevölkerungsdichte betrug 2.300,5 pro Quadratkilometer. 85,06 Prozent waren Weiße (einschließlich Iraner), 1,77 Prozent Afroamerikaner, 0,13 Prozent Indianer, 7,05 Prozent Asiaten, 0,03 Prozent Einwanderer von pazifischen Inseln und 1,50 Prozent restlicher Herkünfte. 4,46 Prozent waren Menschen mit gemischter Herkunft, 4,63 Prozent Hispanics.
Von den 15.035 Haushalten besaßen 24,4 Prozent Kinder unter 18 Jahren. 43,8 Prozent der Haushalte bestanden aus verheirateten Familien, 8,1 Prozent aus alleinerziehenden Müttern und 45,0 Prozent aus Alleinlebenden. 38,2 Prozent waren Alleinstehende und 11,3 Prozent Alleinlebende über 65 Jahren. Der Durchschnittshaushalt bestand aus 2,24 Personen, die Durchschnittsfamilie aus 3,02.
20 % der Einwohner waren unter 18 Jahren, 6,3 Prozent zwischen 18 und 24, 29,3 Prozent zwischen 25 und 44, 26,8 Prozent zwischen 45 und 65 und 17,6 Prozent über 65. Durchschnittsalter betrug 41 Jahre. Das Verhältnis Frauen zu Männer betrug 100 zu 83,5, für die über 18-Jährigen betrug das Verhältnis 100 zu 79,4.
Das Durchschnittseinkommen eines Haushalts beträgt 70.945 US-Dollar pro Jahr. Männer haben ein Durchschnittseinkommen von 74.004 US-Dollar, während der Wert bei Frauen 46.217 US-Dollar beträgt. Das Pro-Kopf-Einkommen der Stadt liegt bei 65.507 US-Dollar. 9,1 Prozent der Einwohner und 7,9 Prozent der Familien leben in Armut. Von den Menschen, die unter der Armutsgrenze leben, sind 9,5 Prozent unter 18 und 7,9 Prozent über 65 Jahre alt.
In Beverly Hills gibt es eine große persische Gemeinde: 20 Prozent der Bewohner und 40 Prozent der Schüler und Studenten sind mittlerweile persischer Herkunft.

## Söhne und Töchter der Stadt
- Tim Holt (1919–1973), Filmschauspieler
- Jacqueline White (* 1922), Schauspielerin
- James Mitchell (1929–2010), Filmeditor
- John Drew Barrymore (1932–2004), Schauspieler
- Julie Bennett (1932–2020), Schauspielerin und Synchronsprecherin
- Richard A. Roth (1940–2017), Filmproduzent
- Karen Lynn Gorney (* 1945), Schauspielerin
- Candice Bergen (* 1946), Schauspielerin
- Jenette Goldstein (* 1960), Schauspielerin
- Jill Remez (* 1962), Schauspielerin, Synchronsprecherin und Puppenspielerin
- Elijah Blue Allman (* 1976), Sänger und Gitarrist
- Beau Garrett (* 1982), Schauspielerin und Model
- Parisse Boothe (* 1983), Schauspielerin
- Amy Rodriguez (* 1987), Fußballerin
- Logan Lerman (* 1992), Schauspieler
- Christina Scherer (* 1993), Schauspielerin
- Booboo Stewart (* 1994), Schauspieler, Sänger und Kampfsportler
- Fivel Stewart (* 1996), Schauspielerin
- Paris Jackson (* 1998), Schauspielerin, Model und Sängerin
- YG Marley (* 2001), Singer-Songwriter

## Hotels
- Hotel Beverly Wilshire
- Beverly Hilton
- The Beverly Hills Hotel
- Hotel Montage
- Hotel Pickfair
- SLS Hotel a Luxury Collection Hotel